# Abou Firas al-Hamdani
Abou Firas al-Hamdani  (né à Mossoul en 932- mort en 968 à Homs) est un prince, un poète et chevalier arabe du Xe siècle.

## Biographie
En tant que fils de Sa'id ibn Hamdan, il appartient à la grande famille des Hamdanides qui régna sur la haute Mésopotamie et la Syrie du nord au Xe siècle, il fut d'abord un poète inscrit dans la tradition de bravoure et de générosité. Lorsqu'il fut fait captif par les Byzantins lors d'une bataille que Sayf al-Dawla menait contre eux, chez les « Romains » (rum), il écrivit un long recueil, les Rûmiyyât (الروميات), où se mêlent la nostalgie, les reproches aux siens et la soif de liberté.

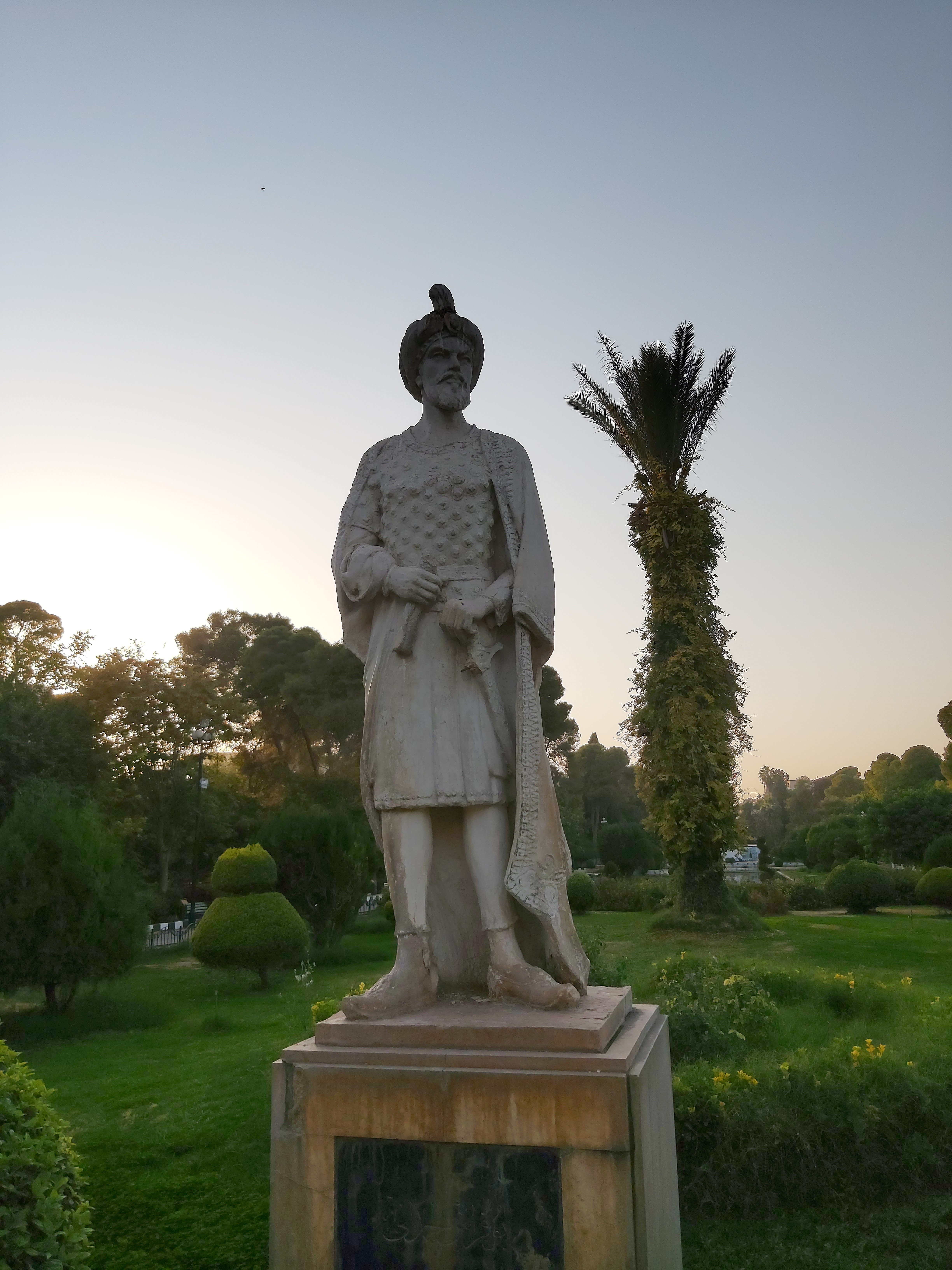
Statue d'Abou Firas Al Hamadani dans le parc central d'Alep, Syrie

Son cousin de Sayf al-Dawla, sultan de Syrie, le désigna comme gouverneur. Il succéda à son sultan sur la ville de Homs, quand ce dernier mourut, avant d'être lui-même assassiné.